# Claes Mörner (1829–1895)
Claes Gustaf Ernst Mörner af Morlanda, född 5 april 1829 i Lekaryds församling, Kronobergs län, död 3 december 1895 i Linköpings församling, Östergötlands län, var en svensk greve, militär och hovman.

## Biografi
Claes Mörner af Morlanda föddes 1829 på Gåvetorp i Lekaryds socken. Han var son till löjtnanten i armén Nils Gustaf Mörner af Morlanda och Vilhelmina von Platen. Mörner blev 3 april 1845 kadett vid Krigsakademien på Karlberg och utexaminerades 21 juni 1852. Han blev 9 juli 1852 underlöjtnant vid Kronobergs regemente, 3 april 1856 löjtnant och var från 1857 till 1861 kompaniofficer vid Militärhögskolan Karlberg. Mörner blev 2 september 1861 ordonnansofficer hos hertigen av Dalarna, 26 september 1863 adjutant hos hertigen av Dalarna och tog avsked från krigstjänsten 3 maj 1867. Han blev 3 maj 1868 kammarherre. Mörner avled 1895 i Linköping.

### Egendom
Mörner ägde från 1867 till 1875 Lunnevad i Sjögestads socken. Han ägde även Syagård, Mogarp och Pärstorp i Sya socken och Tyftingemar i Västrums socken.

### Familj
Mörner gifte sig 4 oktober 1864 i Mantorp, Veta socken, med Matilda Lovisa Napoleona Palmqvist (1841–1920), dotter till löjtnanten Carl Magnus Napoleon Palmqvist och Hedvig Burén. De fick till tillsammans barnen Hedvig Eva Matilda Mörner (född 1865) som var gift med mariningenjören Carl Ludvig Charles Stenström och lotskaptenen Johan Emil Bohm, Nils Claes August Napoleon Mörner (1868–1873), Hedda Carolina Lovisa Mörner (född 1869), Augusta Elisabet Maria Mörner (född 1871) som var gift med provinsialläkaren Nils Englund, Nils Claes Napoleon Mörner (född 1873) som var gift med Hellevi Lovisa Cedergren, majoren Knut Hjalmar Napoleon Mörner (född 1874) och Matilda Mörner (född 1876) som var gift med godsägaren Ivar af Burén.